# Verdinaso
Verdinaso o Dinaso era un grup polític flamenc de caràcter feixista, fundat l'octubre del 1931 en una reunió a l'Hotel Richelieu de Gant per Joris van Severen, Jef François, l'escriptor Wies Moens i Emile Thiers. El nom és l'acrònim de Verbond van Dietsche Nationaal-Solidaristen (Federació dels Nacional-Solidaristes del poble neerlandès).
Afirmaven que el moviment nacionalista hauria d'adoptar el nacional-solidarisme i ser disciplinat, jeràrquic i militant. El principi del solidarisme s'apropava fort del solidarisme cristià, propaga a les encícliques papals. D'antuvi era separatista (només tenia 169 membres), però el 1934 adoptaria la defensa del Gran Estat Belga (les disset províncies de Carles V, que ocupaven de Frísia a Burgúndia, la imatge dels quals era representada pel Leo Belgicus). Els valons eren considerats part del mateix arrel racial, només diferents per la parla i rebrien autonomia. El Verdinaso advocava per «l'aristocràcia natural» del poble sota un estat corporatiu i imperial de caràcter autoritari. Tenia orientació feixista i era antisemita, però també antialemany, i algunes tendències paramilitars. El 1932 François i van Severen obtingueren l'acta de diputat i reberen l'adhesió de Victor Leemans, qui havia escrit l'opuscle Het nationaal-socialisme on defensava el nazisme.
A les eleccions del 8 d'octubre del 1936 es presentà amb altres grups flamencs, agrupats en la plataforma Vlaams Nationaal Blok, obtingueren el 13% dels vots i 16 diputats, que es repetiren a les del 1939 (15% i 17 diputats). Però no evitaria la deriva paramilitar. El 1937 Verdinaso fundava la milícia paramilitar Dinaso Militanten Orde (Orde militar Dinaso), amb uns 3.000 membres militars dirigits per Jef François i que editaven el diaris Recht en Trouw (Dret i Lleialtat) i De Vlag amb Wies Moens.
El 20 de maig de 1940 el seu cap, Joris van Severen, amb alguns rexistes i comunistes belgues, fou afusellat per soldats francesos a Abbeville. El Verdinaso es va dividir en una part que volia crear un estat autoritari amb un moviment a l'entorn del rei Leopold III i una altra part, conduït pel pronazi Jef François, que tenia menys carisma que el fundador va col·laborar amb els nazis. Fou obligat per les forces d'ocupació nazis, el 5 de maig del 1941 a fusionar l'organització amb la VNV, a la qual va cedir protagonisme fins a la fi de la Segona Guerra Mundial.